# 山形小説家・ライター講座
山形小説家・ライター講座（やまがたしょうせつか・ライターこうざ）は、山形市で1997年より開催されている市民講座である。プロのライターを講師として招聘し、小説を中心に文章の書き方を教授する。2015年度までの講座名は「小説家（ライター）になろう講座」（ライターになろうこうざ）。

## 運営
1997年の4月より山形県山形市にある遊学館で開催されている。最初の企画者及び講師は直木賞受賞小説家であり、地元である山形市在住の高橋義夫であった。1999年からは市民による運営となったが翌年2000年に同じく地元である山形市に住んでいる書評家の池上冬樹が世話人となり、2016年3月現在の時点でも池上が引き続き世話人をつとめている。2008年よりさくらんぼテレビジョンの後援を、2010年には山形県生涯学習文化財団も開催の後援していた。2018年よりpixivが協賛している。

## 開催概要
講師は主にプロの小説家であるが、文芸評論家や編集者が招かれることもある。小説家としては石田衣良、大沢在昌、村山由佳、平山夢明、三浦しをんなどさまざまなジャンルの書き手をカバーしており、評論家としては世話人の池上の他、杉江松恋などが講師をつとめている。本講座の生徒であった柚月裕子や深町秋生など、プロの小説家としてデビューした後に講師として招かれた者もいる。
受講者は小説家を目指している者にとどまらず、エッセイや詩などを執筆したいと考えている者、自分で書くよりは読書を愛好している者などを幅広く募集している。申し込みと受講料納入が必要であり、講座実施日の20日前までに自分で執筆した作品を提出すると講評を受けることができる。毎月開催されており、通常は第4日曜日の午後に開催される。講師による指導の他、受講生同士で互いの作品に対する批判やコメントを行うことで書き方の技術向上を目指しており、世話人の池上は読売新聞の取材に対して「講師として呼んだ作家や編集者のほうが[生徒同士の批判より]むしろ優しいくらい」だとコメントしている。

## 実績
本講座を生徒として受講したのちにプロデビューを果たした作家としては柚月裕子、深町秋生、壇上志保、黒木あるじ、吉村龍一などがいる。柚月裕子は大藪春彦賞を受賞した際の取材に対して、本講座で講師の志水辰夫に褒められたことがプロの作家を目指すきっかけであったと回想している。吉村龍一も朝日新聞の取材に対して、講座受講時に熊谷達也から受けた厳しいコメントが役立ったと述べている。自身も山形県在住である小説家の佐藤賢一は、本講座が輩出した作家のうち、デビュー後も山形在住であったり、東北の風土に根ざした作品を執筆したりしている者が見受けられることに言及し、「もう田舎者コンプレックスなど、どこへやらと思わせる」と述べて高い評価を与えている。

## せんだい文学塾
2010年春より宮城県仙台市にある仙台文学館で開催されている「せんだい文学塾」とは姉妹講座という位置づけであり、こちらも池上冬樹が世話人をつとめている。せんだい文学塾は東北芸術工科大学が2007年から実施していた講座をリニューアルしたものであり、招聘講師の顔ぶれなどは「小説家（ライター）になろう講座」と重なるところがある。

## 講座名の変更要請
株式会社ヒナプロジェクトが運営している小説投稿サイト「小説家になろう」は2013年にサイト名を商標として登録しており、2016年3月に「小説家（ライター）になろう講座」事務局に対して講座名使用差し止めを求める通知を送付した。この時点で「小説家（ライター）になろう講座」は同名称を19年間使用している。その後は「山形小説家・ライター講座」に改称した。